# Onthophagus hastifer
Onthophagus hastifer är en skalbaggsart som beskrevs av Lansberge 1885. Onthophagus hastifer ingår i släktet Onthophagus och familjen bladhorningar. Inga underarter finns listade i Catalogue of Life.